# Stoomdestillatie
Stoomdestillatie is een scheidingsmethode die wordt gebruikt voor de zuivering van stoffen. Deze methode werd voor het eerst (in de middeleeuwen) toegepast door de Arabieren die stoomdestillatie gebruikten voor de extractie van etherische olie.

## Etherische olie
Een belangrijke toepassing van stoomdestillatie is de extractie van etherische oliën. Hierbij 
wordt stoom door een vat met de te verwerken plantendelen geleid. De stoom koelt vervolgens af en condenseert. De vluchtige bestanddelen van de plant gaan met de stoom mee en condenseren ook. Een deel van deze vluchtige bestanddelen lost op in het water en een deel niet; dit scheidt zich af. Omdat dit niet in wateroplosbare deel meestal lichter dan water is blijft het op het water drijven en kan daar worden afgegoten, dit noemt men de etherische olie. Het water, met daarin opgelost een klein beetje van de olie, wordt soms verhandeld als hydrolaat, bijvoorbeeld rozenwater. 

## Zuivering
Veel complexe organische verbindingen ontleden bij een temperatuur lager dan hun kookpunt, waardoor gewone destillatie niet mogelijk is. Omdat kokend water gebruikt wordt, zal de temperatuur van het mengsel in ieder geval niet hoger zijn dan 100°C. Een andere reden om stoomdestillatie toe te passen is het hoge kookpunt van de stof, gecombineerd met een redelijke vluchtigheid bij 100°C. Eugenol heeft bijvoorbeeld een kookpunt van 253°C, hetgeen in een laboratoriumopstelling al snel tot een te groot temperatuursverlies leidt en waardoor de eugenol slechts tot reflux komt, maar niet overdestilleert.
Bij verbindingen die alleen bij een nog lagere temperatuur gewonnen kunnen worden, en waarvoor om een andere reden stoomdestillatie geen optie is, wordt vacuümdestillatie toegepast. Hierbij wordt onder verlaagde druk gedestilleerd, waardoor het te zuiveren mengsel bij een lagere temperatuur kookt.

## Techniek

### Opstelling
Tijdens het uitvoeren van de stoomdestillatie van bijvoorbeeld eugenol, een bestanddeel van kruidnagels, bestaat de opstelling in principe uit vier onderdelen.  In de tekening hiernaast van links naar rechts:
1. de stoomgenerator,
2. het vat dat water en het onzuivere eugenol (in de vorm van klein gesneden kruidnagels) bevat,
3. de koeler en
4. het opvangvat.

- In de stoomgenerator wordt water verwarmd (rode verwarmingselement onder de generator) om de stoom te maken, die vervolgens in het water/eugenol-mengsel geleid wordt.
- Om te voorkomen dat de stoom in het water/eugenol-mengsel condenseert en dit vat steeds voller zou worden - wordt ook dit vat verwarmd.
- Eugenol is bij 100°C een beetje vluchtig: er zijn eugenol-moleculen in de gasfase. Daarnaast is er een groot aantal watermoleculen die met elkaar een soort stoomstorm vormen: alle moleculen eugenol worden gewoon meegeblazen naar de koeler.
- In de koeler condenseren zowel stoom als eugenol. De eugenol wordt door het gevormde condenswater naar het opvangvat gespoeld.
- In het opvangvat blijft de eugenol op het water drijven.

### Randvoorwaarden
Stoomdestillatie kan alleen toegepast worden als de stof:
- bij de kooktemperatuur van water al een redelijke dampdruk bezit,
- niet met water reageert,
- niet mengbaar is met water.

### Opbrengst
Bij een stof met een hoge molaire massa wordt sneller een hoge opbrengst bereikt. Hiervoor zijn twee redenen aan te wijzen:
- Grotere moleculen zijn doorgaans minder vluchtig (omdat zij meer intermoleculaire interacties kunnen aangaan), waardoor er tijdens het koelen minder stof in de gasfase blijft.
- Grotere organische verbindingen zijn meestal minder goed oplosbaar in water. Als een stof op water blijft drijven en een aparte laag vormt, wil dit niet noodzakelijkerwijs zeggen dat de stof niet oplosbaar is in water.